# Пеніель Млапа
Пеніель Млапа (фр. Peniel Mlapa, нар. 20 лютого 1991, Ломе) — тоголезький футболіст, нападник клубу «ВВВ-Венло».
Виступав, зокрема, за клуби «Гоффенгайм 1899», «Боруссія» (Менхенгладбах) та «Бохум».

## Клубна кар'єра
Народився 20 лютого 1991 року в місті Ломе. Вихованець юнацьких команд футбольних клубів «Мюнхен 1860 та «Унтерферінг».
У дорослому футболі дебютував 2009 року виступами за команду клубу «Мюнхен 1860», в якій провів один сезон, взявши участь у 23 матчах чемпіонату. 
Своєю грою за цю команду привернув увагу представників тренерського штабу клубу «Гоффенгайм 1899», до складу якого приєднався 2010 року. Відіграв за гоффенгаймський клуб наступні два сезони своєї ігрової кар'єри. Більшість часу, проведеного у складі «Гоффенгайма», був основним гравцем атакувальної ланки команди.
2012 року уклав контракт з клубом «Боруссія» (Менхенгладбах), у складі якого провів наступні два роки своєї кар'єри гравця.
Протягом 2014—2015 років захищав кольори команди клубу «Нюрнберг» на правах оренди.
З 2015 року два сезони захищав кольори команди клубу «Бохум». Граючи у складі «Бохума» також здебільшого виходив на поле в основному складі команди.
Протягом 2017—2018 років захищав кольори команди клубу «Динамо» (Дрезден).
До складу клубу «ВВВ-Венло» приєднався 2018 року на правах оренди. Станом на 12 травня 2019 року відіграв за команду з Венло 29 матчів в національному чемпіонаті.

## Виступи за збірні
2009 року дебютував у складі юнацької збірної Німеччини, взяв участь у 10 іграх на юнацькому рівні, відзначившись одним забитим голом.
Протягом 2010–2013 років залучався до складу молодіжної збірної Німеччини. На молодіжному рівні зіграв у 21 офіційному матчі, забив 8 голів.
2017 року дебютував в офіційних матчах у складі національної збірної Того.